# Alidé Sans
Alidé Sans, née le 9 mars 1993 à Bausen, au Val d'Aran (Catalogne, Espagne), est une auteure-compositrice-interprète de langue occitane (parler aranais). 

## Biographie

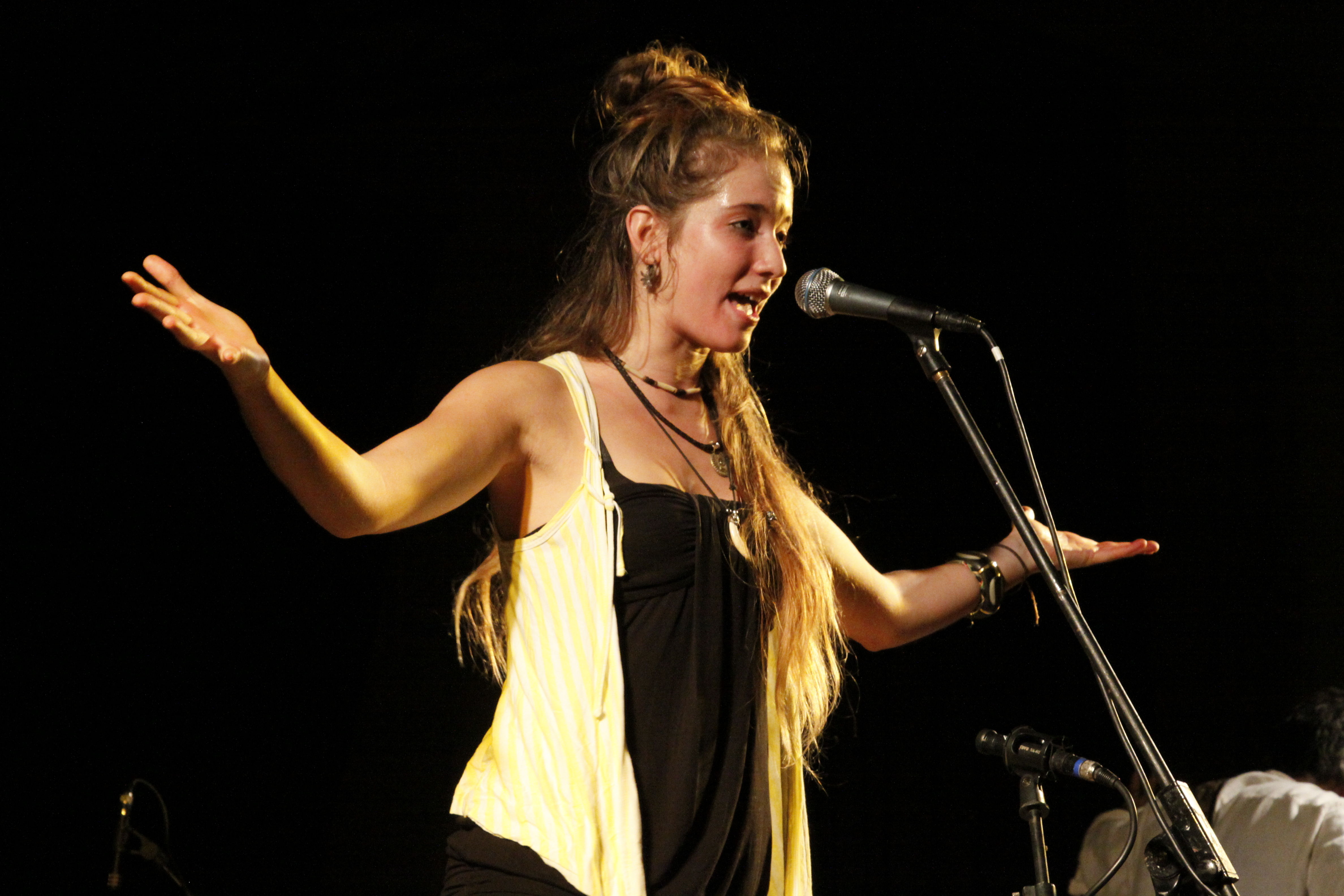
Alidé Sans lors d'un concert en 2014.

Elle a commencé à se faire connaître dans la chanson occitane avec le titre Esperança, produit avec le groupe de hip hop aranais SHHNHC, en 2012. Elle a participé a de nombreux festivals aussi bien en France qu'en Espagne : En 2013 à Barnasants avec Enric Hernàez i Rovira, Escota e Minja à l'Isle-Jourdain, à Saint-Lys, à l'EOE ou encore Hestiv'Òc à Pau. Elle a été programmée en juillet 2015 au plus important festival occitan, l'Estivada de Rodez.

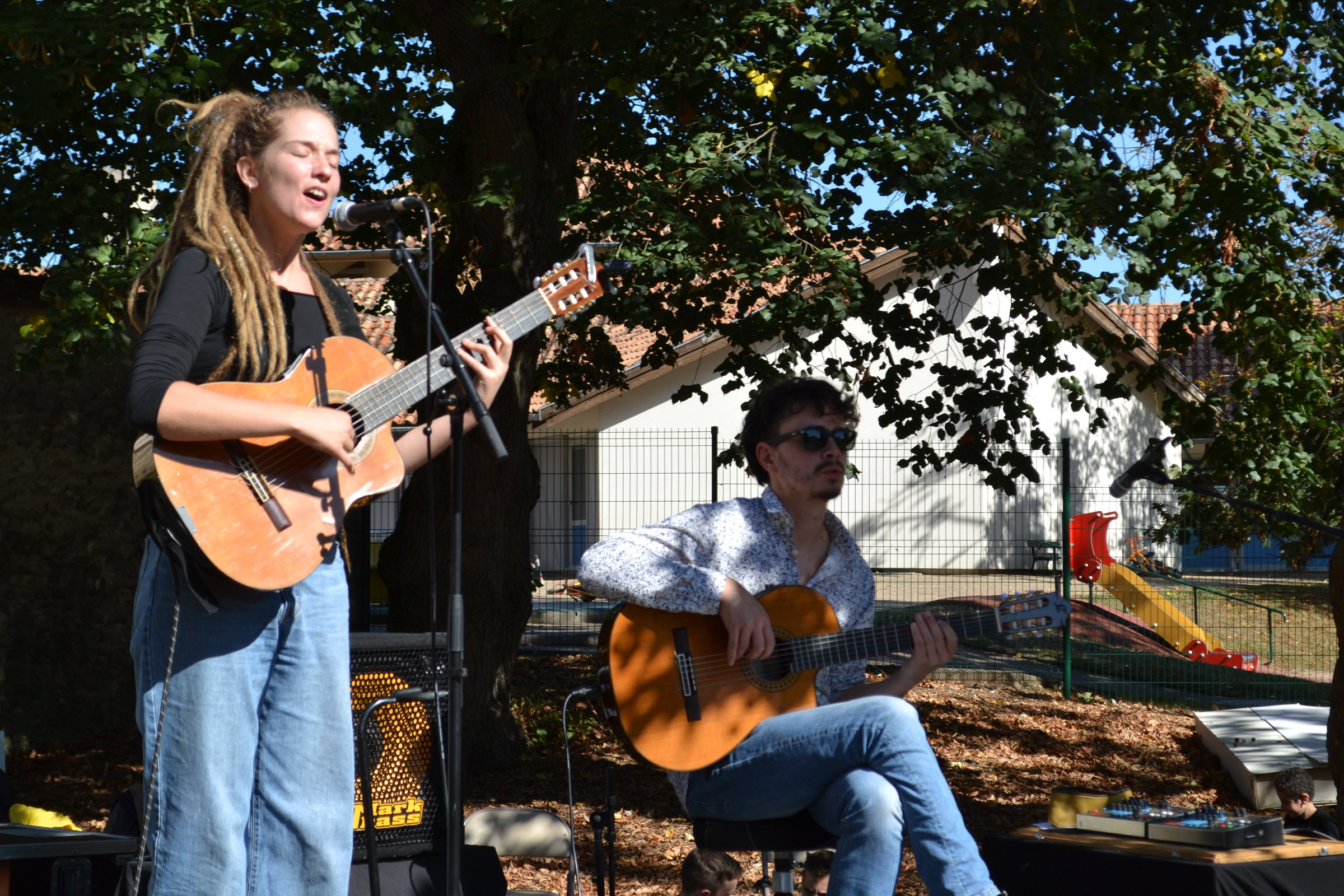
Alidé Sans et Paulin Courtial à Périgueux en Juillet 2018.

Elle a chanté l'hymne occitan à l'acte officiel de la Diada de la Catalogne en 2013. Cette prestation a été retransmise sur TV3, principale chaîne télévisuelle catalane. La télévision française France 3 lui a consacré plusieurs reportages,.
Elle a sorti son premier album au printemps 2015, enregistré à Barcelone et à Madrid, qui s'intitule Eth paradís ei en tu (en français « Le paradis est en toi »). 
Son second album, Henerècla (Fente), est sorti au printemps 2018 en collaboration avec Paulin Courtial. 

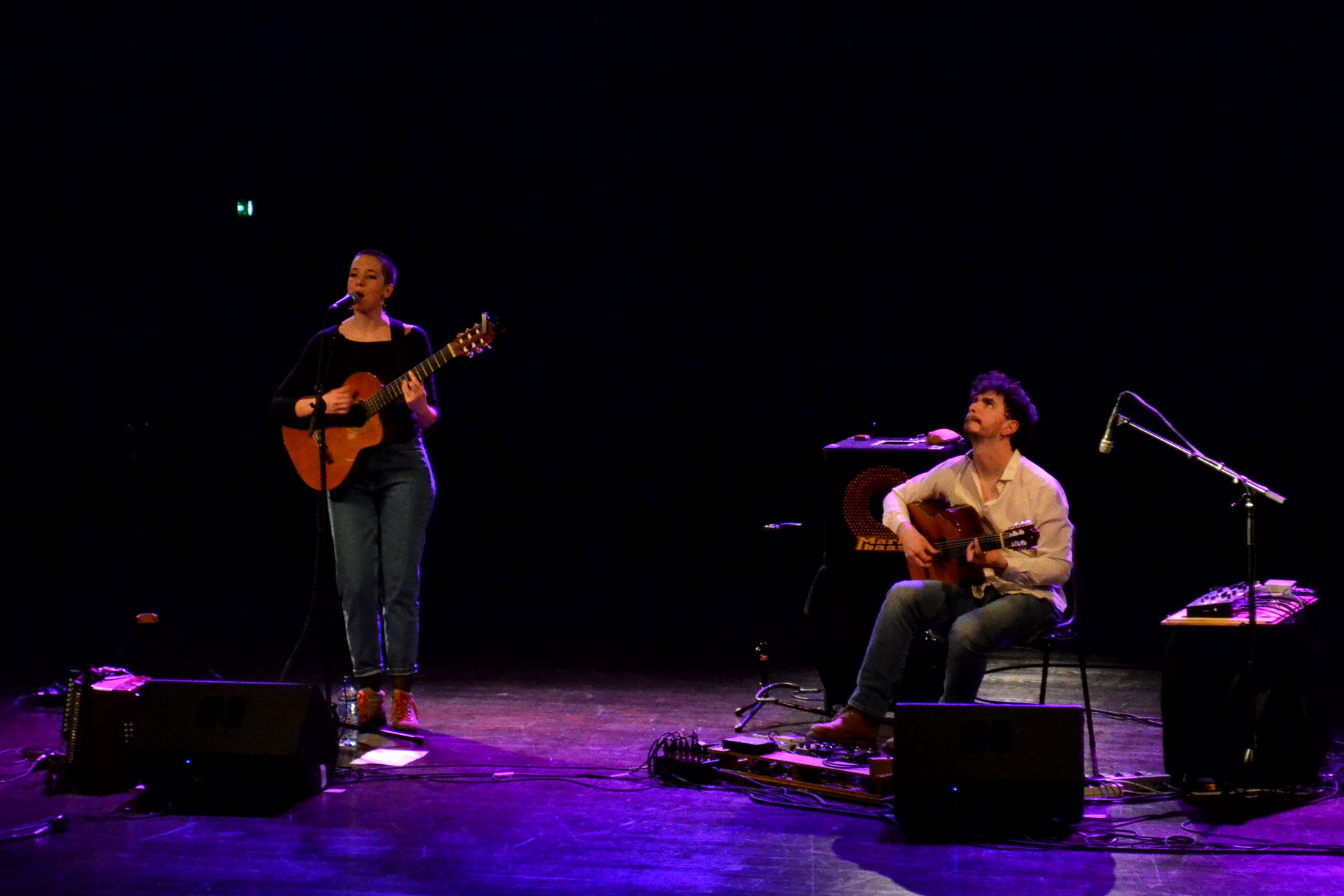
Alidé Sans et Paulin Courtial au Collège Calandreta Gascogne de Pau en 2019.

Elle a la particularité de faire une double carrière dans la chanson : en France, car elle parle aussi français et a vécu à Pau, et en Espagne où elle vit actuellement. 
Après l'Estivada de Rodez, où elle a acquis une certaine notoriété, Alidé Sans s'associe au musicien Paulin Courtial et multiplie les concerts. Elle a joué à New York en avril 2017 dans le cadre de la Sant Jordi. 
Alidé Sans a plusieurs styles musicaux qui vont de la rumba catalane au reggae en passant par la soul. Elle chante presque toujours en occitan du Val d'Aran. Ses chansons parlent des dérives de nos sociétés développées et du monde intérieur, compliqué, d'une jeune fille des années 2010,.
À la suite des confinements de l'année 2020, elle sort une chanson sur les opportunités de transformations possibles à la sortie de la crise sanitaire.
En mai 2023, sa liste "Aran Amassa" remporte la totalité du conseil municipal de Bausen, en Val d'Aran.

## Discographie
- Eth paradís ei en tu (2015) Comuna XXI. Madrid.
- Henerècla (2018). Hètaman. Val d'Aran.